# Ichneumon homorus
Ichneumon homorus là một loài tò vò trong họ Ichneumonidae.